# 努比亞沙漠

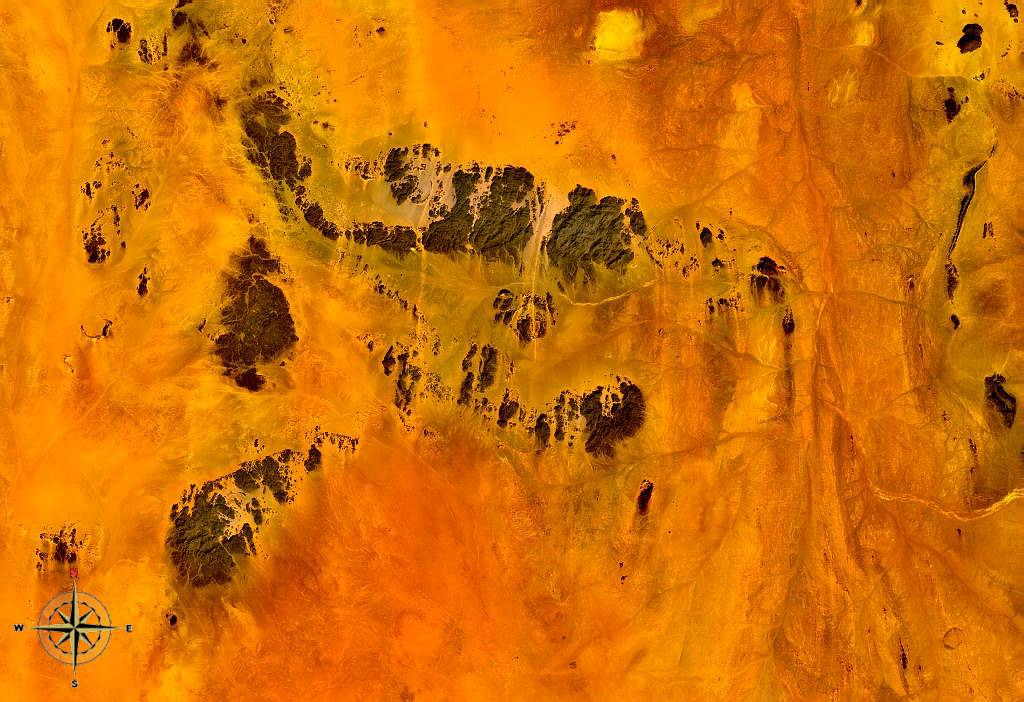
从太空中眺望努比亚沙漠

努比亚沙漠（阿拉伯语：‎）位于撒哈拉沙漠东部，苏丹东北部和厄立特里亚北部，尼罗河和红海之间。面积约40万平方公里，努比亚沙漠的年平均降雨量不足5英寸（130毫米）。该地区的主要居民為努比亚人。努比亚沙漠的最大城市是紅海沿岸城市苏丹港。努比亚沙漠的其他重要居住點有阿特巴拉、马萨瓦和阿比迪耶。这片沙漠是濒临灭绝的棕榈树美迪米亞的唯一栖息地，这种棕榈树只在沙漠中的一些绿洲中偶爾被發現。2008年10月7日，小行星2008 TC3在努比亚沙漠上空爆炸。天空变得非常明亮，據稱数百英里外的人都看見了闪光。           